# Leonie Ton
Leonie Ton (Middelburg, 14 januari 1975) is een Nederlandse loopster van lange afstanden. Ze is gespecialiseerd in ultralopen en natuurmarathons.
In 2015 werd ze Nederlands kampioen bij de Vrouwen 40 in de Marathon Rotterdam. Ze werd in 2016 en 2017 Nederlands kampioen op de 100 km en liep op die afstand ook het Nederlands record. Later werd dat record overgenomen door Hinke Schokker.

## Nederlandse kampioenschappen
| Discipline         | Jaar       |
| ------------------ | ---------- |
| 100 km             | 2016, 2017 |
| Ultra Trailrunning | 2022       |

## Palmares

### Marathon
- 2009:  Marathon Zeeland - 3:44.28
- 2010:  Marathon van Zeeuws-Vlaanderen - 3:16.58
- 2010:  Marathon Terschelling - 3:17.41
- 2013:  Marathon Zeeland - 3:18.12
- 2014:  Maratho Zeeland - 3:16.17
- 2017:  Spark Marathon Spijkenisse - 3:03.49
- 2018: 34ste Marathon Rotterdam - 3:00.27*
- 2019:  Marathon van Zeeuws-Vlaanderen - 3:03.58
- 2019:  Marathon Brabant - 3:08.00
- 2019:  Spark Marathon Spijkenisse - 3:03.37*
- 2019:  Marathon van Kampenhout - 3:07.53
- 2021:  Marathon van Kasterlee - 3:10.32[3]
- 2022:  Marathon van Zeeuws-Vlaanderen - 3:11.03[4]
- 2022:  Marathon Zeeland - 3:23.02[5]
- 2022:  In Flanders Fields Marathon - 3:01.17
- 2022:  Marathon van Kasterlee - 3:22.37
- 2023:   Marathon van Zeeuws-Vlaanderen - 3:05.06

### 100 km
- 2015:  43e Run Winschoten - 09:11.32 ( Nederlands kampioenschap)
- 2016:  Run Winschoten - 8:22.46 ( Nederlands kampioenschap)
- 2016: 19e  Wereldkampioenschap 100km - 8:13.34
- 2017:  Run Winschoten - 8:15.17 ( Nederlands kampioenschap)
- 2018:  10e Wereldkampioenschap 100km - 7:54.55 (Nationaal record)

### Andere ultraloop afstanden
- 2019:  120 van Texel (120 km) - 10:41.05

- 2019: 19e Spartatlon (246 km)- 34:33.01
- 2019:  Olne-Spa-Olne (69 km) - 7:03.54
- 2021:  De Nacht van Vlaanderen (50 km) - 3:32.02
- 2021: 7e Spartatlon (246 km)- 30:49.20 (Tweede beste tijd voor Nederlandse vrouw ooit)
- 2021:   Olne-Spa-Olne (69 km) - 7:24.13
- 2022:  120 van Texel (120 km) - 10:17.27

### Trailrunning
- 2017:  Trail des Crêtes de Spa (57 km) - 5:26.51

- 2017: 70e Wereldkampioenschap Trail (50 km) - 6:31.55

- 2022:  NK Ultra Trailrunning (100 km) - 10.15.32[6]